# Zoom!
Pour les articles homonymes, voir Zoom (homonymie).
Zoom! est un jeu vidéo de puzzle développé par Discovery Software et sorti en 1988 sur Amiga et Commodore 64 et en 1990 sur Mega Drive,,,.